# La Venta

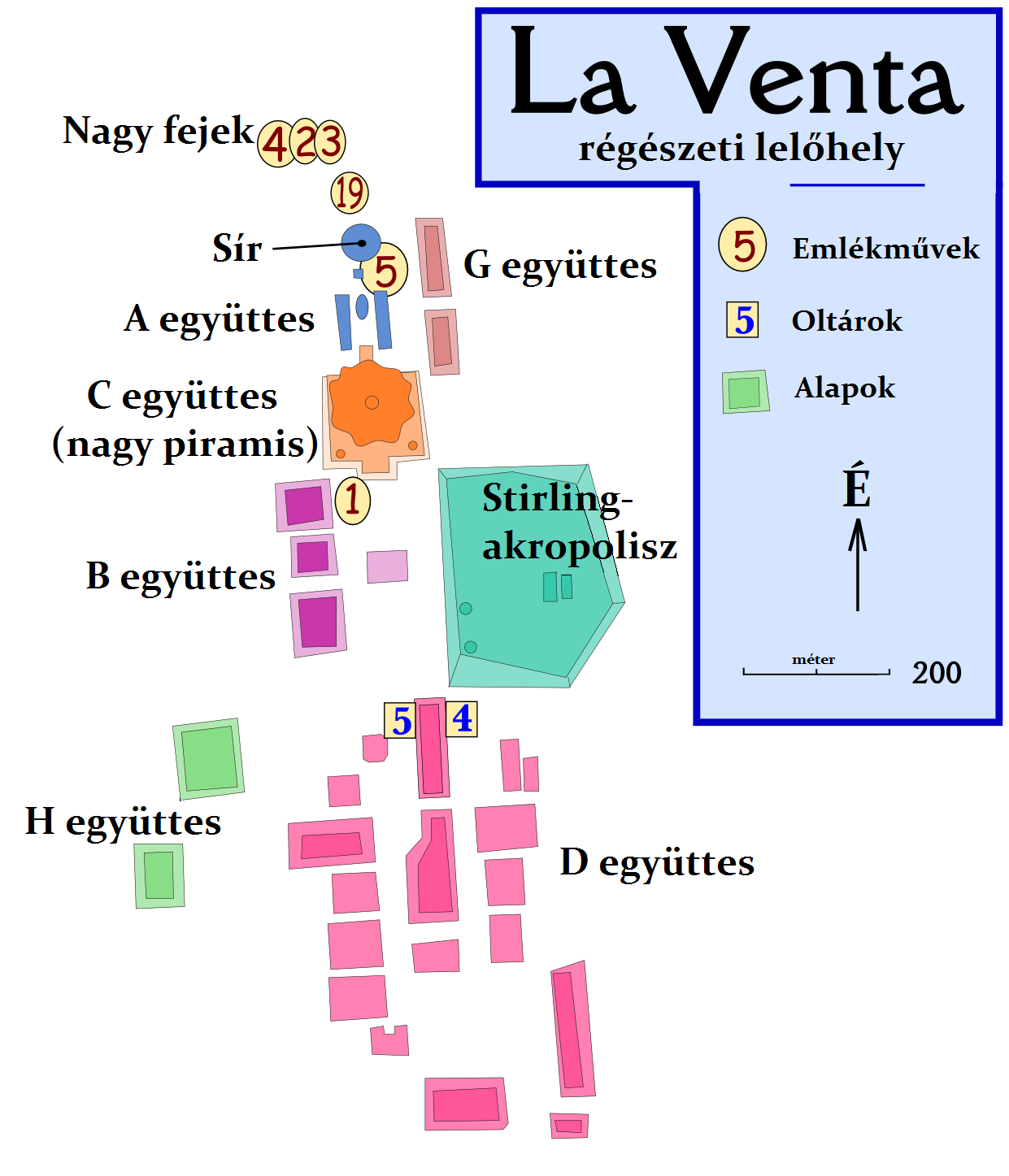
La Venta térképe

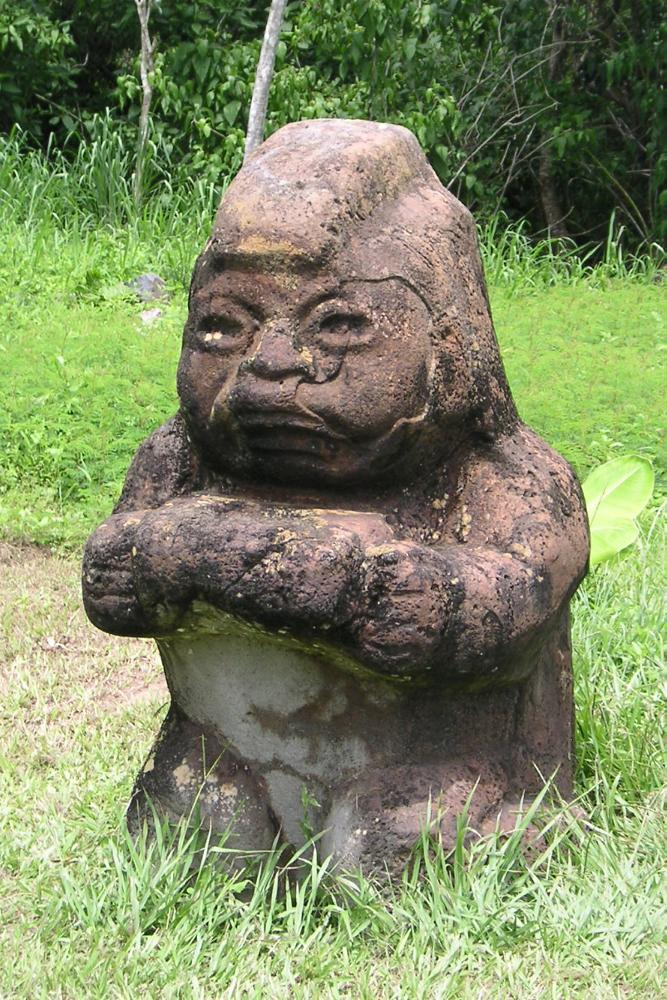
Olmék szobor

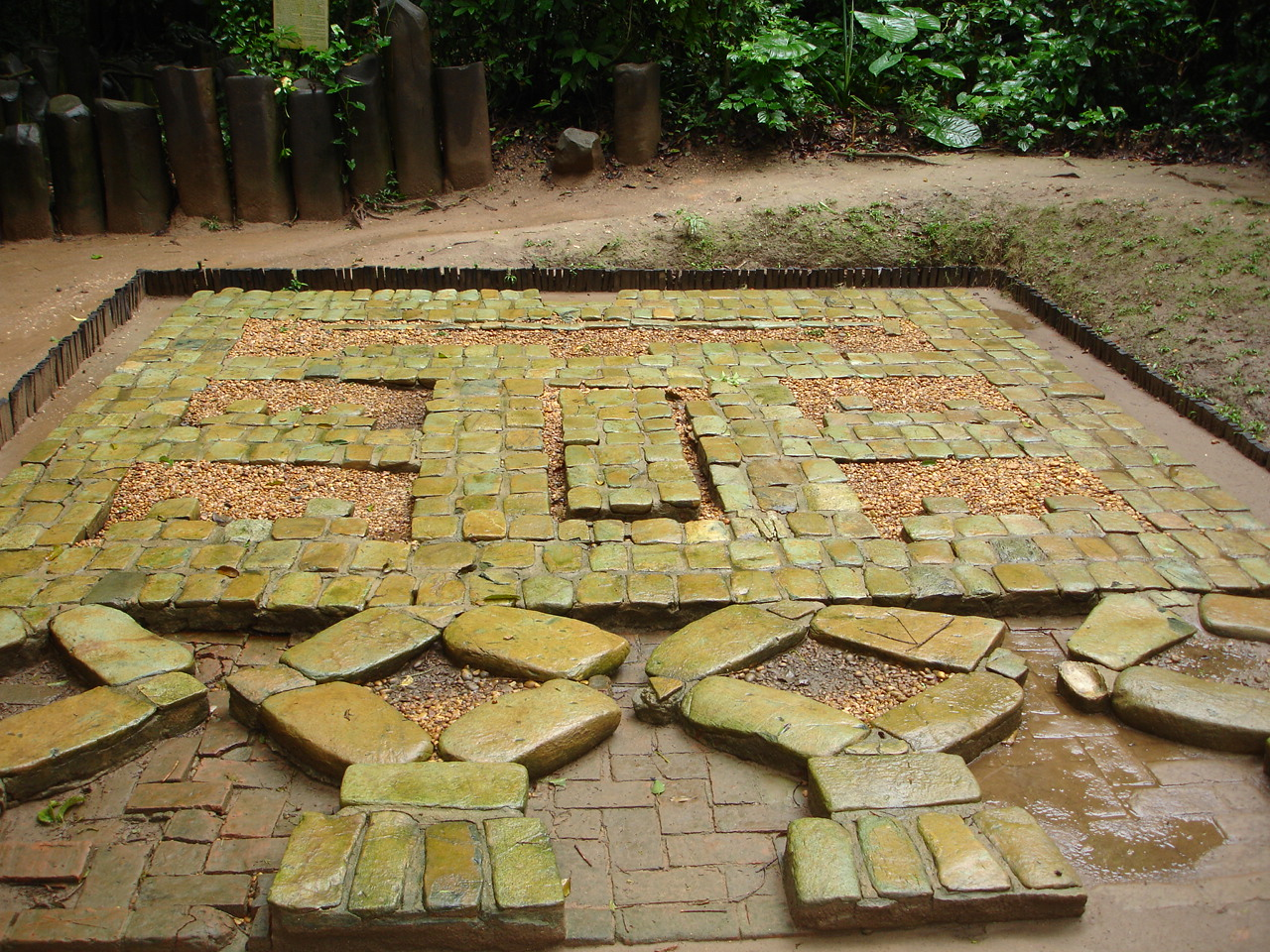
Kígyókőből kirakott emberarc

La Venta a legnagyobb és leghíresebb olmék központ, amely  Mexikó Tabasco államának déli részén található. Virágzása az i. e. 9 –  i. e. 5. század közé tehető. Műemléki központja az i. e. 6.-5. század körül nyerte el mai formáját. La Venta fontos kereskedelmi központ is volt, mivel a folyó és a Mexikói-öböl könnyű elérhetőséget biztosított. E kereskedelmi kapcsolaton keresztül erős szövetségeseket szereztek.

## Az épületek

### A C együttes
A települést nagyjából észak-déli tengely mentén alakították ki, egy sor épületekkel határolt nyitott térségből áll. A régészek az egyes épületegységeket betűkkel jelölik, a legnagyobb a C együttes. Ennek több, mint 30 méter magas piramisa uralja azt a teret, amire a Stirling akropolisz néz.

### Az A együttes
Az A épületegyüttes a legfontosabb szertartási épületcsoport. A piramistól északra áll. Központi nyitott tere két egymás melletti nyitott udvarra oszlik. A teret hosszú, párhuzamos halmok veszik körül. Az északi udvarban bukkantak rá az olmék sírleletekre. Ez két, egyenként 20 méter oldalszélességű, több ezer kígyókőből kirakott emberarc forma, amit 8 méter vastag különböző színű homokréteggel fedtek be. Ugyanígy fedtek be két, szintén több tonna kígyókőből készült padlózatot is.
Az együttesből előkerült több kisebb lelet, melyek az olmék művészet remekművei között vannak: zöld kőből készült szekercék, antropomorf szobrocskák, amiket a Mexikói Nemzeti Embertani Múzeumban helyeztek el egy kőkerítés közelében. A leletek fölé, amik adományok voltak, az olmékok földhalmokat és bazaltoszlopokból álló sírkamrákat emeltek, kőszarkofágot helyeztek el, sz északi oldalra pedig hatalmas kőfejeket állítottak. A kőfejek La Ventába való szállítása nem volt könnyű, mert a legközelebbi kőbánya mintegy 90 kilométerre van innen, az olmékok pedig – hasonlóan a többi indián néphez – nem ismerték sem a kereket, sem az igavonó állatokat. A tömböket, amik 25 tonna súlyúak is lehetnek, valószínűleg vízi úton, tutajokon szállították a helyszínre.

## La Venta elhagyása
La Ventát körülbelül i. e. 400 táján hagyták el a lakók, miután 24 emlékműből húszat megcsonkítottak épp úgy, ahogy néhány száz évvel korábban San Lorenzo Tenochtitlánban tették. Sokáig úgy gondolták, a csonkítások hátterében valamiféle népfelkelés állt, de manapság az az elterjedt és elfogadottabb nézet, hogy rituális csonkításról vagy a kőanyag újrahasznosítására tett kísérletekről volt szó.

## A régészeti múzeumpark
La Venta területén kőolaj-kitermelést folytattak, ezért a régészeti lelőhely részben megsemmisült. A szobrokat a La Venta Villahermosa Múzeumparkba szállították át. Ez a hely inkább szabadtéri múzeum, mint régészeti park. A fejeket, a nagy oltár-trónusokat, a sztéléket, bazaltsírokat és egyéb szobrokat a buja növényzet közé helyezték el. Itt látható a kígyókőből kirakott emberarc is.

### Szobrok
Az olmékok művészete leginkább az általuk készített hatalmas kőfejekről említésre méltó, de a nagy oltár-trónusok is jelentősek. A 4. oltáron a Földi Szörny kitátott torkából emelkedik ki egy alak, akit a kezében tartott kötél köt össze a két oldalára faragott dombormű alakjaival, akiket a foglyaiként vagy a rokonaiként lehet értelmezni. Az 5. oltáron a szörny torkából kiemelkedő alak (talán uralkodó) egy jaguárgyereket tart a karjában. A 2. számú sztélén jogarral és nagy fejdísszel van ábrázolva egy uralkodó, aki körül apró, repülő lények hemzsegnek.